# Soszyczno (przystanek kolejowy)
Soszyczno (ukr. Сосичне, ros. Сосычно) – przystanek kolejowy w miejscowości Soszyczno, w rejonie koszyrskim, w obwodzie wołyńskim, na Ukrainie.
Przed II wojną światową stacja kolejowa.